# Hallihalu, Harihar
Hallihalu là một làng thuộc tehsil Harihar, huyện Davanagere, bang Karnataka, Ấn Độ.